# Свети Илија
Илија, или Елаја (хебр. אליהו []), је био израелитски пророк из 9. века п. н. е. Помиње се у Талмуду, Библији и Курану. Бог је такође учинио многа чуда кроз Илију, укључујући васкрсење, спуштање ватре са неба и улазак у рај жив „огњем“. Такође је приказан као вођа школе пророка познатих као „синови пророка“. Након његовог вазнесења, Јелисеј, његов ученик и најоданији помоћник, преузео је његову улогу вође ове школе. Књига Малахија прориче Илијин повратак „пре доласка великог и страшног дана Господа“, што га чини претечом Месије и есхатона у различитим верама које поштују јеврејску Библију. Референце на Илију појављују се у Сираху, Новом завету, Мишни и Талмуду, Курану, Мормоновој књизи и Бахајским списима.
У јудаизму, Илијино име се призива у недељном обреду Хавдалах који означава крај Шабата, а Илија се призива у другим јеврејским обичајима, међу којима су Песах Седер и брит милах (ритуално обрезање). Појављује се у бројним причама и референцама у Хагади и рабинској литератури, укључујући вавилонски Талмуд. Према хебрејској Библији, Илија ће се вратити током краја времена.
Хришћански Нови завет примећује да су неки људи мислили да је Исус, у неком смислу, био Илија, али такође јасно наводи да је Јован Крститељ „Илија“ коме је обећано да ће доћи у Малахији 3:1; 4:5. Према извештајима у сва три синоптичка јеванђеља, Илија се појавио са Мојсијем током Исусовог преображења.
У исламу, Илија или Илијас се појављује у Курану као пророк и Божији гласник, где је његова библијска прича о проповедању против Валових поклоника приказана у сажетом облику. Због свог значаја за муслимане, католике и православне хришћане, Илија се од 1752. године поштује као светац заштитник Босне и Херцеговине.

## Биографија
Био је родом из Ароноба из града Тесвита. По предању, када се Илија родио, његов отац Сабах је видео око њега анђеле који га повијају огњем и хране пламеном, што је било знамење његовог пламеног карактера и силе огњене. Младост је провео у дубоком размишљању и молитви, често сам у пустињи.
Тадашњи цар Ахав, под утицајем своје жене Језавеље, беше напустио веру Мојсијеву и почео да слави туђе богове. Пророк Илија супротставио се цару пребацивши му отпадништво и пророковао сушу и глад због слављења туђих богова. Чинио је чуда кроз која је Бог показивао Израиљцима своју праведност. Због неправди коју је цар чинио народу и грамзивости Илија му је прорекао да ће њему и његовој жени пси лизати крв после смрти, што се и обистинило.
„Пророк Илија ишао је по Ханану у пратњи свог ученика Јелисија. Кад стигоше у Јерихон, на очи педесет других пророка, удари плаштом по Јордану и вода се раздвоји на две стране. Кад пређоше на другу обалу, подиже се грдан вихор, огњена кола са огњеним коњима раставише их и у вихору однесоше Илију на небо“. Свети Илија, према томе, није умро већ је жив отишао на небо.

## Пророци
Пророци нису имали ничег заједничког са врачима. Они нису живели од прорицања будућности и врачања. То су били мудраци, народни учитељи, како би данас рекли — друштвени и политички радници. Они су стварали и проповедали више религиозне концепције засноване на личној моралној одговорности човека пред Богом. Пророци су истицали етичке вредности религије, у којој нису важни ритуал и церемонија, а чија суштина је у томе да људи буду у души праведни и богобојни. Својим радом пророци су утрли пут настанку хришћанства.

## Свети Илија код Срба
Срби су преласком у хришћанство многе особине свог старог бога Перуна, који је управљао муњама и громовима, пренели на Светог Илију. По народној традицији, Свети Илија се вози на ватреним колима која вуку четири коња, из чијих ноздрва избија пламен. Грмљавина је тутњава његових кола којима се он вози по небу и облацима. На иконама се Свети Илија представља или како на ватреним колима иде на небо, или како држи нож у руци као знак да је њиме поклано 450 лажних Валових зреца на брду Камил или како седи у пећини где се склонио од охолог цара Ахава, а гавран му доноси храну.
Свети Илија је у Србији био слава ваздухопловаца, обнародована указом из 1924. године. Међутим након пропасти Краљевине Југославије и доласка комуниста на власт слава је престала да се поштује. Године 1992. свети Илија поново постаје слава ваздухопловаца. Ово је била слава и Ауто-команде, шофера ауто-таксија, фијакериста, кочијаша и рабаџија и Удружења електромеханичара.
Дан Светог пророка Илије се обележава 20. јула по јулијанском календару, а 2. августа по грегоријанском календару.

## Галерија
- Икона Св. Илије
- Мозаик Св. Илије, Црква Светог пророка Илије у Миријеву, рађено по познатом живопису Св. Илије из Мораче
- Мозаик Св. Илије, Манастир Светог Илије на Волујици
- Живопис Св. Илије, Манастир Светог Илије на Волујици
- Огањ Божији спаљује жртву Св. Илије, живопис, Манастир Светог Илије на Волујици
- Гаврани хране пророка Илију, живопис, Манастир Светог Илије на Волујици
- Илија васкрсава удовичиног сина, живопис, Манастир Светог Илије на Волујици
- Узношење пророка Илије на небо у ватреним кочијама, живопис, Манастир Светог Илије на Волујици